# Tonton emboaba
Espèce
Synonymes
- Masteria emboaba Pedroso, Baptista & Bertani, 2015

Tonton emboaba est une espèce d'araignées mygalomorphes de la famille des Microstigmatidae.

## Distribution
Cette espèce est endémique du Minas Gerais au Brésil,. Elle se rencontre dans des grottes à Caeté et à Santa Bárbara.

## Description
La carapace du mâle holotype mesure 1,22 mm de long sur 0,96 mm et l'abdomen 1,42 mm de long sur 0,98 mm et la carapace de la femelle paratype mesure 1,20 mm de long sur 0,97 mm et l'abdomen 1,86 mm de long sur 1,22 mm.

## Systématique et taxinomie
Cette espèce a été décrite sous le protonyme Masteria emboaba par Pedroso, Baptista et Bertani en 2015. Elle est placée dans le genre Tonton par Passanha, Cizauskas et Brescovit en 2019.

## Publication originale
- Pedroso, Baptista & Bertani, 2015 : A new species of Masteria (Araneae: Dipluridae: Masteriinae) from southeastern Brazil. Zoologia (Curitiba), vol. 32, no 1, p. 59-65 (texte intégral).